# イソップの思うツボ
『イソップの思うツボ』（イソップのおもうツボ）は、2019年8月16日に公開された日本映画。監督は浅沼直也、上田慎一郎、中泉裕矢。主演は石川瑠華、井桁弘恵、紅甘。
一般家庭の内気な女子大生とタレント家族で恋愛体質の女子大生、それに父と2人で復讐代行業を営む女性、カメ・ウサギ・イヌの名前を持つ3人とその家族が繰り広げる騙し合い、復讐、裏切りが渦巻く群像劇。
公開初日となる2019年8月16日には東京・TOHOシネマズ日比谷で、舞台挨拶が実施された。

## 製作
本作では監督は3人おり、家族やシーンごとにメイン監督を決め、ほかの2人は助監督を務める形で撮影が進められた。亀田家は中泉、兎草家は上田、戌井家は浅沼という役割分担である。
3監督のうち、上田は「ワンシーンの中で、全員が横並びで現場を見て監督しているという体制はなかなかないと思うので、自分1人では絶対できないなという作品になった」と話し、浅沼もこの大胆な撮影方法を、3監督ならではの「メリット」であるとコメントしている。

## キャスト
亀田美羽
演 - 石川瑠華
亀だけが友達の内気な女子大生。
兎草早織
演 - 井桁弘恵
タレント一家に生まれた恋愛体質の女子大生。
戌井小柚
演 - 紅甘
父とともに復讐代行屋を営み、その日暮らしの生活を送る。
戌井連太郎
演 - 斉藤陽一郎
小柚の父。
田上
演 - 藤田健彦
兎草家のマネージャー。
八木圭佑
演 - 髙橋雄祐
美羽と早織が通う大学の臨時講師。
兎草信司
演 - 桐生コウジ
早織の父。
近藤
演 -  川瀬陽太
謎の男。
亀田美紗子
演 -  渡辺真起子
美羽の母。
兎草裕子
演 -  佐伯日菜子
早織の母。
その他のキャスト
折笠慎也、澤田和宏、中嶋春陽、松田リマ、園山敬介、こがけん、二宮由一
声の出演
やましろコウ壱、芦原健介、平井夏貴、星野恵亮
上記キャストのほか、上田の過去作『カメラを止めるな!』の出演者である大沢真一郎が大学の講師役として、市原洋、吉田美紀、山口友和、曽我真臣がエキストラとしてカメオ出演している。

## スタッフ
- 監督：浅沼直也、上田慎一郎、中泉裕矢
- 脚本：上田慎一郎
- 共同脚本：浅沼直也、中泉裕矢
- プロデューサー：井西政彦、久保田傑
- アソシエイトプロデューサー：廣瀬敏
- 協力プロデューサー：佐藤美由紀、冨永威允
- 撮影・照明：曽根剛
- 音響：黄永昌
- 美術：福島奈央花
- 装飾：倉岡真弓
- 編集：伊藤拓也
- ヘアメイク：高村三花子
- アクション：二宮由一
- ガンエフェクト：近藤佳徳
- 劇中イラスト：ふくだみゆき
- 助監督：大杉拓真
- 制作担当：大川哲史
- 配給：アスミック・エース
- 制作プロダクション：オフィス・シロウズ
- 企画・制作：デジタルSKIPステーション
- 製作：埼玉県/ SKIPシティ彩の国ビジュアルプラザ